# Ladislao d'Aquino
Ladislao d'Aquino, född 1543 i Venafro, död 12 februari 1621 i Rom, var en italiensk kardinal och biskop.

## Biografi
Ladislao d'Aquino var son till Francesco d'Aquino och Beatrice de Guevara.
d'Aquino prästvigdes 1571 och blev senare refendarieråd vid Apostoliska signaturan. I oktober 1581 utnämndes han till biskop av Venafro. Han utsågs till påvlig nuntie i Schweiz 1608 och i Savoyen 1613.
I september 1616 upphöjde påve Paulus V d'Aquino till kardinalpräst med Santa Maria sopra Minerva som titelkyrka. Han deltog i konklaven 1621, vilken valde Gregorius XV till ny påve.
Kardinal d'Aquino har fått sitt sista vilorum i basilikan Santa Maria sopra Minerva i Rom. Hans byst är ett verk av skulptören Francesco Mochi.
Inskriptionen på kardinal d'Aquinos gravmonument lyder:
D O M
LADISLAO S⋅R⋅E⋅PRÆSB⋅CARD
EXCELLENTI ET ILLVSTRI NOBILITATE
D⋅TOMÆ AQVINATIS DOMVS
MAGNIS VIRTV TIBVS CLARO
IN COMITIIS NON AD SVMMA TERRARVM
SED AD COELESTIA DIVINO NVMINE
ET BENEFICIO EVOCATO
OBIIT AN ⋅ DOM ⋅ MDCXXI
ÆT ⋅ SVÆ LXXIII
IOANNES RICCIVS DE PISCIA
PATRONO CARISSIMO
GRATI ANIMI ERGO⋅MONVMENTVM P